# 新塞勒姆鎮區 (伊利諾伊州麥克多諾縣)
新塞勒姆鎮區（英語：New Salem Township）是位於美國伊利諾伊州麥克多諾縣的一個行政鎮區。

## 地方資料
根據2010年美國人口普查的數據，新塞勒姆鎮區的面積為93.80平方千米，當中陸地面積為93.80平方千米，而水域面積為0.00平方千米。當地共有人口352人，而人口密度為每平方千米3.75人。